# Yo, Paco
Yo, Paco: Un antes y un después en el fútbol uruguayo, es el primer libro del periodista uruguayo Mario Bardanca. Fue editado por Editorial Sudamericana en 2007.

## Reseña
El libro realiza un recorrido por la trayectoria del uruguayo Francisco Casal, desde su primer negocio como empresario hasta la conformación del llamado «Grupo Casal» y la empresa Tenfield. La creación del libro le insumió al autor aproximadamente un año de trabajos de escritura e investigación periodística. A esto se le suma una entrevista hecha a Paco Casal, la cual está incluida en el capítulo final, titulado «Mano a mano con Paco».
Su primera edición, de 3000 copias, se agotó rápidamente, en lo que se consideró un notable suceso editorial. En cuatro meses alcanzaró más de 8 mil ventas de ejemplares. Fueron vendidos más de 11 500 libros, más una edición especial en formato de bolsillo de 2000 ejemplares.
En 2007 ganó el Premio Libro de Oro otorgado por la Cámara Uruguaya del Libro por ser superventas en su categoría.